# 霍桑 (加利福尼亚州)
霍桑（英語：Hawthorne），是美国加利福尼亚州洛杉矶县下属的一座城市。建市于1922年7月12日，面积大约为6.08平方英里（15.7平方公里）。根据2010年美国人口普查，该市有人口84,293人。科技公司SpaceX总部位于此地。